# Jack Rowan (acteur)
Pour les articles homonymes, voir Rowan.
Jack Rowan est né le 18 février 1997 à Londres. C'est un acteur britannique, notamment connu pour son rôle de Bonnie dans Peaky Blinders. Il a également joué de petits rôles dans de nombreuses séries télévisées, notamment Casualty, Affaires non classées ou  Beowulf : Retour dans les Shieldlands. En 2020, il incarne le rôle principal de Callum McGregor dans la série Noughts and Crosses.

## Biographie
Avant de devenir acteur, Rowan était un boxeur amateur. Il a commencé à 12 ans et a remporté 18 de ses 27 combats.
En 2022, Rowan a rejoint le casting de la prochaine série télévisée A Town Called Malice, où il incarne le protagoniste Gene Lord dans un casting qui comprend Jason Flemyng, Dougray Scott et Tahirah Sharif.

## Filmographie

### Cinéma
- 2016 : Polar Bear de Sean Buckley (court métrage) : Aaron
- 2017 : Trendy de Louis Lagayette : Daniel
- 2018 : Benjamin de Simon Amstell : Harry
- 2020 : Boys from County Hell de Chris Baugh :  Eugene Moffat

### Télévision
- 2015 : Affaires non classées :  Kevin Garvey (2 épisodes)
- 2016 : Beowulf : Retour dans les Shieldlands : Brinni / Brini  (12 épisodes)
- 2017 : Casualty : Sheldon Hawkins (1 épisode)
- 2017 : Born to Kill (en) (mini-série) : Sam (4 épisodes)
- 2017-2019 : Peaky Blinders :  Bonnie Gold (5 épisodes)
- 2020 : Noughts + Crosses : Callum MacGregor (6 épisodes)
- 2020 : On the Edge (mini-série) : Kems (1 épisode)